# Battaglia di Culiacán
Per Battaglia di Culiacán si riferisce alla guerriglia avvenuta a Culiacán per l'arresto di Ovidio Guzmán López, il figlio di Joaquín Guzmán detto El Chapo, tra l'Esercito messicano e il Cartello di Sinaloa.

## La battaglia
Dopo l'arresto di Ovidio Guzmán López da parte dell'Esercito messicano il 17 ottobre 2019, il Cartello di Sinaloa decise di mandare 700 uomini armati di armi di grosso calibro, lanciarazzi, M60, fucili d'assalto, lanciagranate, giubbotti antiproiettile e Narco-blindati.
Il Cartello iniziò a colpire obbiettivi civili, governativi e militari. Alla fine Ovidio Guzmán López fu rilasciato. A fine giornata si contano 14 morti: 2 poliziotti; 5 narcotrafficanti; 4 civili; 3 non identificati; 21 feriti.
Il presidente del Messico, Andrés Manuel López Obrador, ha affermato di aver rilasciato il leader del Cartello per impedire ulteriori vittime civili. Il presidente ha affermato anche che l'Esercito messicano ha sottovaluto troppo la potenza bellica dei cartelli.